# Franco Scaglia
Pour les articles homonymes, voir Scaglia.
Franco Scaglia, né à Camogli le 27 mars 1944 et mort le 6 juillet 2015 à Rome, est un écrivain et journaliste italien.

## Biographie
Finaliste du prix Campiello en 2000 avec Margherita vuole il regno, Franco Scaglia en remporte l'édition 2002 avec Il custode dell'acqua.
Il fut un dirigeant de la RAI pendant de nombreuses années. Il devient président de la Rai Cinema en 2004.

## Œuvre traduite en français
- L'Oiseau de sel [« Il gabbiano di sale »], trad. de Joseph Antoine, éditions Michel Lafon, 2005, 303 p.  (ISBN 2-7499-0284-3)